# What the Bleep Do We Know!?
What the Bleep Do We Know!? (What tнe #$*! Dө ωΣ (k)πow!?) är en amerikansk film från 2004. Filmen är en kombination av dokumentär- och spelfilm, med Marlee Matlin i huvudrollen i spelfilmsdelarna. Dokumentärinslagen består bland annat av intervjuer med diverse olika "experter". Filmen undersöker ett samband mellan kvantfysik och medvetandet.
Filmen hade premiär i USA på endast en biograf, men på grund av sin popularitet utökades den till att som mest visas på 146 biografer. Den visades på bio 62 veckor och sålde biljetter för nästan $11 miljoner.
Filmen har kritiserats för att vara pseudovetenskaplig. Bland experterna i filmen återfinns "Ramtha", som inte presenteras närmare i filmen. Ramtha är enligt det amerikanska mediet JZ Knight en 35 000 år gammal krigare från Lemurien som talar genom henne. Filmens tre regissörer var tidigare studenter på Ramtha's School of Enlightenment. James Randi var starkt kritisk mot filmen och gav den sitt ironiska pris Pigasus Award.
David Albert som medverkar i filmen har kritiserat den och menar att filmmakarna klippt det han sagt så det förefaller som att han stödjer filmens teorier.